# Enrique Vargas Orjuela
Enrique Vargas Orjuela (Villavicencio, 1912-Villavicencio, 4 de noviembre de 1999) fue un abogado y político colombiano. 
Considerado uno de los abogados más destacados en Colombia en el siglo XX. Fue investigador principal del caso Mamatoco, que condujo al fallido intento de golpe de Estado contra Alfonso López Pumarejo en 1944. 

## Biografía
Ingresó desde joven al estudio del derecho, educándose en la Universidad Javeriana, donde, gracias a su destreza, fue nombrado por su rector, Padre Félix Restrepo, como su secretario privado. Fue nombrado como investigador del gobierno de la Masacre de Gachetá, por sugerencia del Partido Conservador, resolviendo que el gobierno del entonces presidente, Eduardo Santos, no tenía nada que ver con el derramamiento de sangre. En el caso Mamatoco, fue designado como investigador principal del Gobierno, avanzando rápidamente en la investigación hasta cerca de encontrar a sus autores; sin embargo, en pocas horas, el Ministro de Gobierno, Darío Echandía, desconoció el nombramiento de Vargas como investigador, nombrando en su reemplazo al prefecto judicial Juan B. Castro Monsalve. Finalmente, el proceso quedó en la impunidad después de que se suspendiera la investigación por los acontecimientos del 9 de abril de 1948.
Fue amigo cercano y socio del caudillo liberal Jorge Eliécer Gaitán. Fue juez, procurador departamental de Meta, magistrado, diputado a la Asamblea Departamental de Meta, y Representante a la Cámara por el mismo Departamento. También fue fundador de la escuela de árbitros de fútbol del mismo departamento. Cuando se creó el departamento de Chocó, fue el encargado de impugnar su fundación. Su gran destreza para resolver casos judiciales significó que se popularizara el dicho Averígüelo, Vargas.
En los años 1950 fue director del Departamento de Investigación bajo el régimen de Laureano Gómez, encargándose de interceptar las comunicaciones de la oposición liberal. Bajo el mismo gobierno fue, posteriormente, embajador plenipotenciario en Europa, encargado de estudiar los sistemas judiciales de Inglaterra, Francia e Italia. Fue candidato a las elecciones legislativas de 1991 en el Movimiento de Salvación Nacional, de Álvaro Gómez Hurtado.